# Tembelang (Candimulyo)
Tembelang is een bestuurslaag in het regentschap Magelang van de provincie Midden-Java, Indonesië. Tembelang telt 1300 inwoners (volkstelling 2010).